# Гай Квинкций Церт Публиций Марцелл
Гай Квинкций Церт Публиций Марцелл (лат. Gaius Quinctius Certus Publicius Marcellus) — римский политический первой половины II века.
В 120 году Марцелл занимал должность консула-суффекта вместе с Луцием Рутилием Пропинквием. В 132 году он был наместником провинции Сирия. Во время его правления в Иудее вспыхнуло восстание Бар-Кохбы.
Марцелл отправил на подмогу к правителю Иудеи Квинту Тинею Руфу два легиона: II Неустрашимый Траянов легион и VI Железный легион, но они не смогли помешать повстанцам во главе с Симоном Бар-Кохбой захватить Иерусалим.
Преемником Марцелла на посту наместника Сирии стал Секст Юлий Север.